# Neustadtsynagoge (Rzeszów)

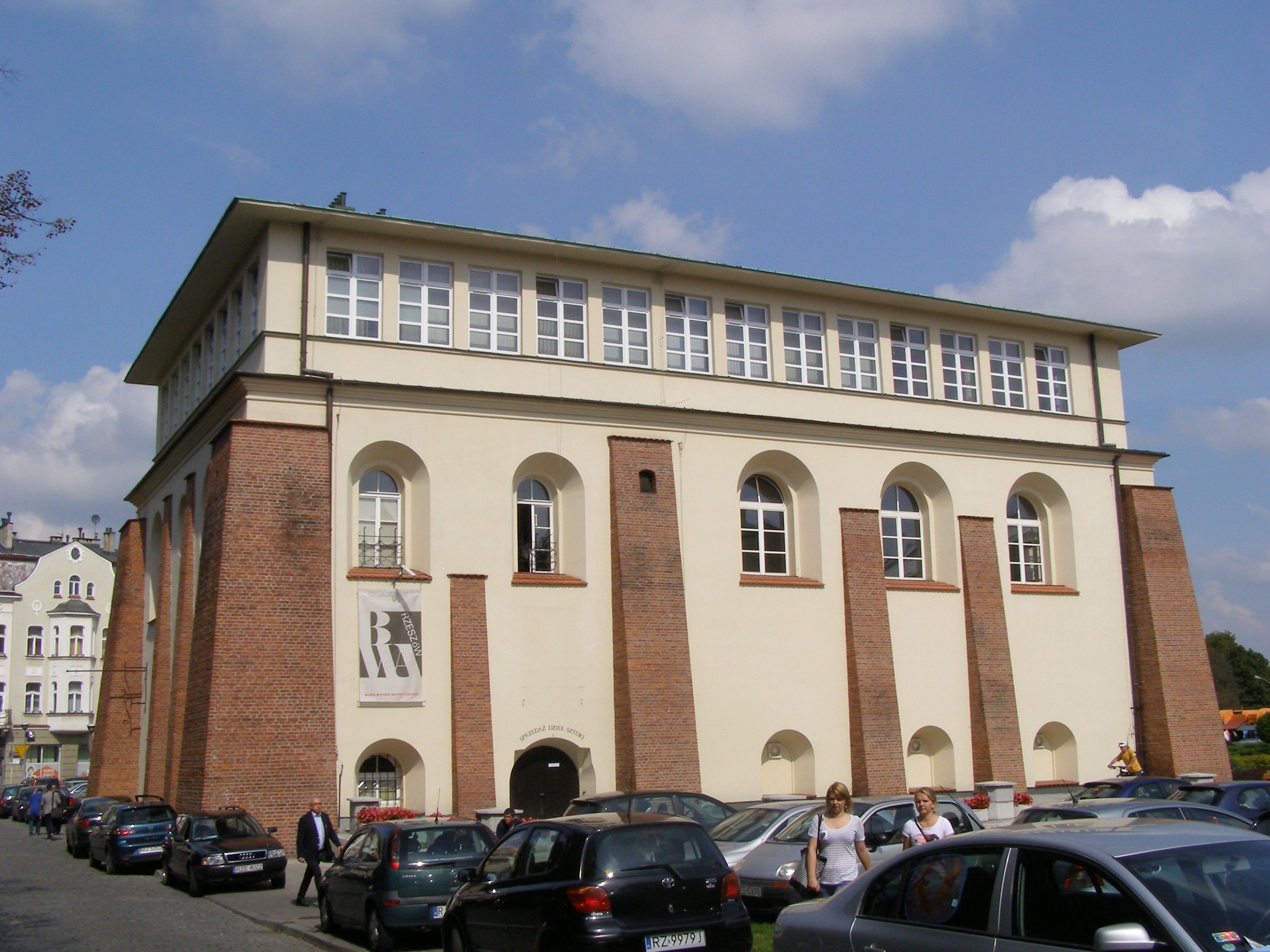
Neustadtsynagoge in Rzeszów

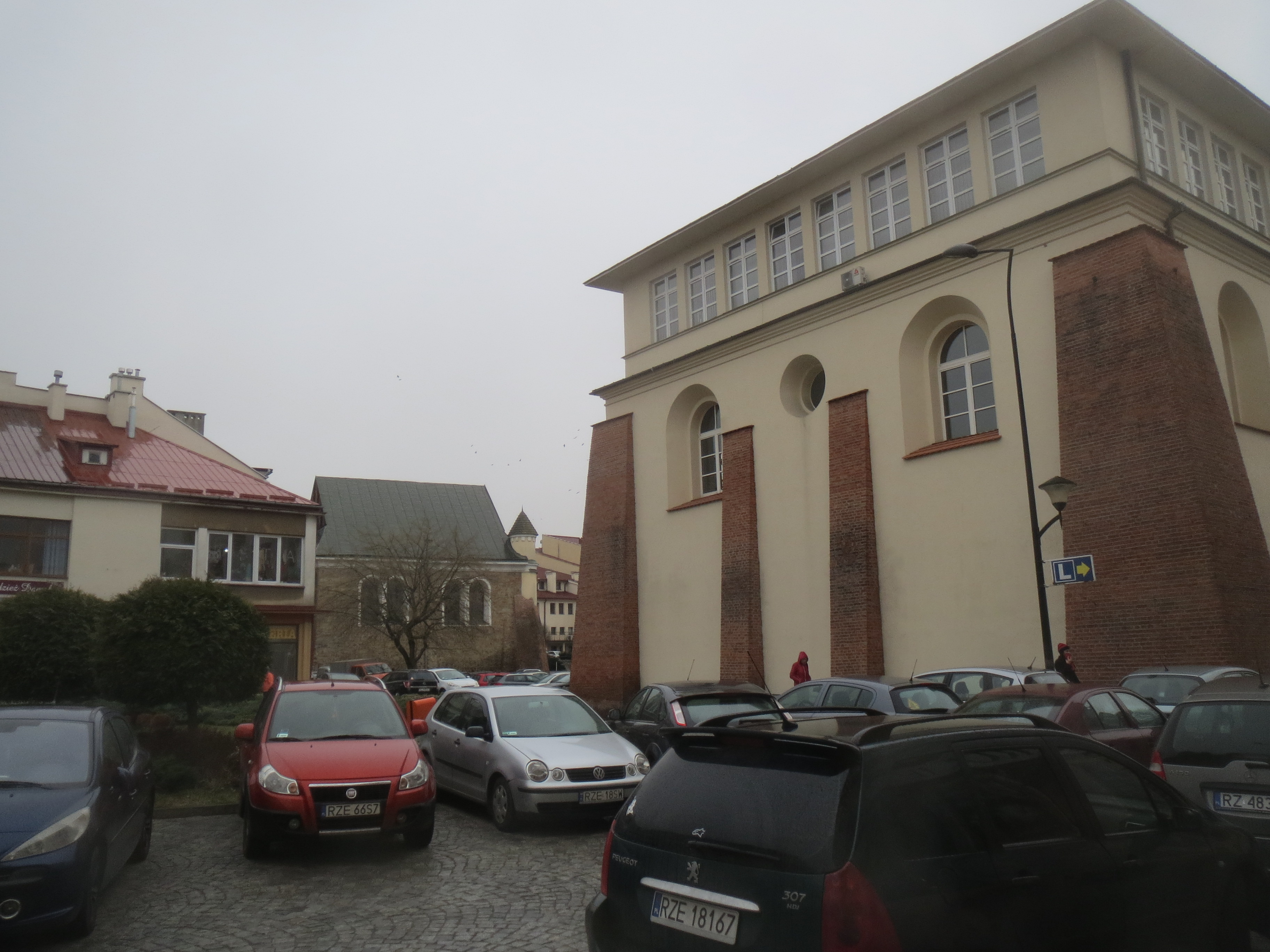
Neustadtsynagoge mit Altstadtsynagoge im Hintergrund

Die Neustadtsynagoge (auch als Große Synagoge bekannt) ist eine profanierte Synagoge in Rzeszów, der Hauptstadt der polnischen Woiwodschaft Karpatenvorland. Sie wurde im frühen 18. Jahrhundert erbaut. In unmittelbarer Nähe und in Sichtweite steht die circa 100 Jahre ältere  Altstadtsynagoge.

## Geschichte
Die Synagoge wurde in den Jahren 1709–1712 erbaut. Ein Stadtfeuer in 1842 zerstörte auch das Gebäude, das aber bald danach wieder aufgebaut wurde und in dieser Form bis zum Zweiten Weltkrieg erhalten blieb.
Während des Krieges wurde es als militärisches Lager genutzt und brannte 1944 ab. Dabei blieben nur die Wände erhalten.
Bei dem Wiederaufbau 1954–1965 wurden umfangreiche Änderungen durchgeführt, um es als Kulturzentrum zu nutzen. So wurde ein zweites Stockwerk eingezogen und ein drittes anstelle des vorherigen Daches hinzugefügt.

## Architektur
Der Hauptraum war leicht trapezförmig mit einer Breite von 15 m im Westen und 16 m im Osten sowie einer Länge von 17,50 m. Die Wände waren durch Stützpfeiler verstärkt. Die Rundbogenfenster waren in großer Höhe angebracht.
Durch vier massive Pfeiler, in deren Mitte die Bima stand, wurden Raum und Decke in neun Felder aufgeteilt, ein Stilmittel, das in Synagogen in der Polnisch-Litauischen Adelsrepublik öfters vorkam und als Neun-Felder-Synagoge bekannt ist. Im Fall der Neustadtsynagoge standen die Pfeiler etwas enger zusammen, wodurch die äußeren Felder größer waren und das mittlere am kleinsten.
An den Wänden gab es zu den Pfeilern korrespondierende Pilaster, zusätzlich wurden die Wände noch in drei horizontale Zonen unterteilt.
Oberhalb des Toraschreins befand sich ein Okulus.
Im Westen befand sich eine Vorhalle, über der die Gebetsräume der Frauen waren. Diese waren zur Haupthalle hin offen und konnten über äußere Treppen erreicht werden. Sie entstanden wahrscheinlich erst bei Umbauten zwischen der Mitte des 17. und 18. Jahrhunderts.